# امپزو
امپزو (به ایتالیایی: Ampezzo) یک سکونتگاه مسکونی در ایتالیا است که در استان اودینه واقع شده‌است.

## خصوصیات
امپزو ۷۳٫۵ کیلومترمربع مساحت و ۱٬۱۳۷ نفر جمعیت دارد و ۵۶۰ متر بالاتر از سطح دریا واقع شده‌است.